# NGC 5474
NGC 5474는 큰곰자리에 있는 왜소 은하이자, 바람개비 은하의 위성 은하 중 하나이다. 바람개비 은하의 위성 은하 중에서 이 은하가 가장 바람개비 은하에 근접해 있으며, 이로 인해 바람개비 은하의 중력에 크게 영향을 받아 일반적인 나선 은하와 다르게 나선팔이 은하의 팽대부 기준으로 한쪽에만 몰려있다. NGC 5474는 나선 은하의 형태를 띄고 있어 비교적 희귀한 왜소 은하의 종류 중 하나인 왜소나선은하로 구분된다.

## 같이 보기
- 왜소은하
- 특이은하
- 큰곰자리